# کویتارت
کویتارت (به هلندی: Kuitaart) یک منطقهٔ مسکونی در هلند است که در هولست واقع شده‌است. کویتارت ۱۲۴ نفر جمعیت دارد.